# Yoris Grandjean
Yoris Grandjean (Luik, 20 maart 1989 ) is een Belgische zwemmer. Hij vertegenwoordigde zijn vaderland op de Olympische Zomerspelen 2008 in Peking. Bij de Wereldkampioenschappen zwemmen jeugd 2006 in Rio de Janeiro won hij twee keer goud, op de 50 en de 100 meter vrije slag. Hij is houder van het Belgisch record op de 50 m vrije slag, 50 m vlinderslag en de 4x100 m wisselslag estafette langebaan.

## Zwemcarrière
Bij zijn internationale debuut, op de Europese kampioenschappen zwemmen 2006 in Boedapest strandde Grandjean in de series van de 200 meter vrije slag. Op de EK kortebaan 2006 in Helsinki werd hij in de series van de 50 en de 100 meter vrije slag uitgeschakeld.
Tijdens de Wereldkampioenschappen zwemmen 2007 in Melbourne strandde Grandjean in de series van zowel de 50 als de 100 meter vrije slag.
In Eindhoven nam hij deel aan de Europese kampioenschappen zwemmen 2008. Op dit toernooi eindigde hij als achtste op de 100 meter vrije slag, op de 50 meter vrije slag werd hij uitgeschakeld in de halve finales en op de 200 meter vrije slag in de series. Tijdens de Olympische van Zomerspelen 2008 in Peking, China strandde Grandjean in de series van de 50 en de 100 meter vrije slag. Op de EK kortebaan 2008 in Rijeka werd hij uitgeschakeld in de series van zowel de 50 als de 100 meter vrije slag.
In 2009 zwom Grandjean een matig wereldkampioenschap, want zowel op de 50m als de 100m vrije slag werd hij uitgeschakeld in de voorrondes.

## Belangrijkste resultaten
| Jaar | Olympische Spelen                                              | WK langebaan                                                                                  | WK kortebaan          | EK langebaan                                                                         | EK kortebaan                                                                       |
| ---- | -------------------------------------------------------------- | --------------------------------------------------------------------------------------------- | --------------------- | ------------------------------------------------------------------------------------ | ---------------------------------------------------------------------------------- |
| 2006 |                                                                |                                                                                               | geen deelname         | 49e 200m vrije slag                                                                  | 37e 50m vrije slag 48e 100m vrije slag                                             |
| 2007 |                                                                | 32e 50m vrije slag 36e 100m vrije slag                                                        |                       |                                                                                      | geen deelname                                                                      |
| 2008 | 28e 50m vrije slag 19e 100m vrije slag                         |                                                                                               | geen deelname         | 9e 50m vrije slag 8e 100m vrije slag 37e 200m vrije slag voorronde 4x200m vrije slag | 26e 50m vrije slag 33e 100m vrije slag                                             |
| 2009 |                                                                | 39e 50m vrije slag 50e 100m vrije slag voorronde 4x10m vrije slag voorronde 4x200m vrije slag |                       |                                                                                      | geen deelname                                                                      |
| 2010 |                                                                |                                                                                               | 11e 4x200m vrije slag | 16e 100m vrije slag 25e 50m vrije slag                                               | geen deelname                                                                      |
| 2011 |                                                                | geen deelname                                                                                 |                       |                                                                                      | geen deelname                                                                      |
| 2012 | 8e 4x100m vrije slag (reserve) 12e 4x200m vrije slag (reserve) |                                                                                               | geen deelname         | 24e 50m vrije slag                                                                   | 20e 50m vrije slag · 19e 50m vlinderslag · 4x50m vrije slag                        |
| 2013 |                                                                | 20e 50m vlinderslag 33e 50m vrije slag                                                        |                       |                                                                                      | 12e 50m vrije slag · 10e 50m vlinderslag · 4x50m vrije slag · 15e 4x50m wisselslag |

## Persoonlijke records

### Kortebaan
| Afstand         | Tijd    | Datum            | Plaats     |
| --------------- | ------- | ---------------- | ---------- |
| 50m vrije slag  | 21,80   | 5 december 2008  | Angers     |
| 100m vrije slag | 48,03   | 14 november 2009 | Wachtebeke |
| 200m vrije slag | 1.47,39 | 6 december 2008  | Angers     |

### Langebaan
| Afstand         | Tijd     | Datum            | Plaats    |
| --------------- | -------- | ---------------- | --------- |
| 50m vrije slag  | BR 22,13 | 1 mei 2009       | Antwerpen |
| 100m vrije slag | 48,82    | 12 augustus 2008 | Peking    |
| 200m vrije slag | 1.49,99  | 1 mei 2009       | Antwerpen |
| 50m vlinderslag | BR 23,58 | 9 april 2013     | Rennes    |